# Mats Nylund
Mats Johan Nylund, född 1 augusti 1964 i Pedersöre, är en finlandssvensk jordbrukare och ordförande för Svenska Lantbruksproducenternas Centralförbund SLC.  Nylund blev invald i Finlands riksdag i riksdagsvalet 2007, återvaldes i riksdagsvalet 2011 samt riksdagsvalet 2015 och verkade som riksdagsledamot fram till valet 2019 då han inte längre kandiderade.
Nylund är gift med språkrättsrådet Corinna Tammenmaa från Kyrkslätt, tillsammans har de ett och i nyfamiljen totalt sju barn.